# ارنست اوماور
اِرْنْسْت اومْاوِر (فرانسوی: Ernst Umhauer‎؛ زادهٔ ۲ دسامبر ۱۹۸۹) یک هنرپیشه اهل فرانسه است. وی از سال ۲۰۰۹ میلادی تاکنون مشغول فعالیت بوده‌است.
از فیلم‌ها یا برنامه‌های تلویزیونی که وی در آن نقش داشته‌است می‌توان به راهب (فیلم ۲۰۱۱) (۲۰۱۱) و در خانه (۲۰۱۲) اشاره کرد.